# Agustín Figuerola
Pour les articles homonymes, voir Figuerola.

a Compétitions nationales et continentales officielles uniquement.

b Matchs officiels uniquement.
Dernière mise à jour le 28 août 2024.
Agustín Figuerola, né le 27 janvier 1985 à Buenos Aires (Argentine), est un joueur international argentin de rugby à XV qui joue au poste de demi de mêlée.

## Biographie

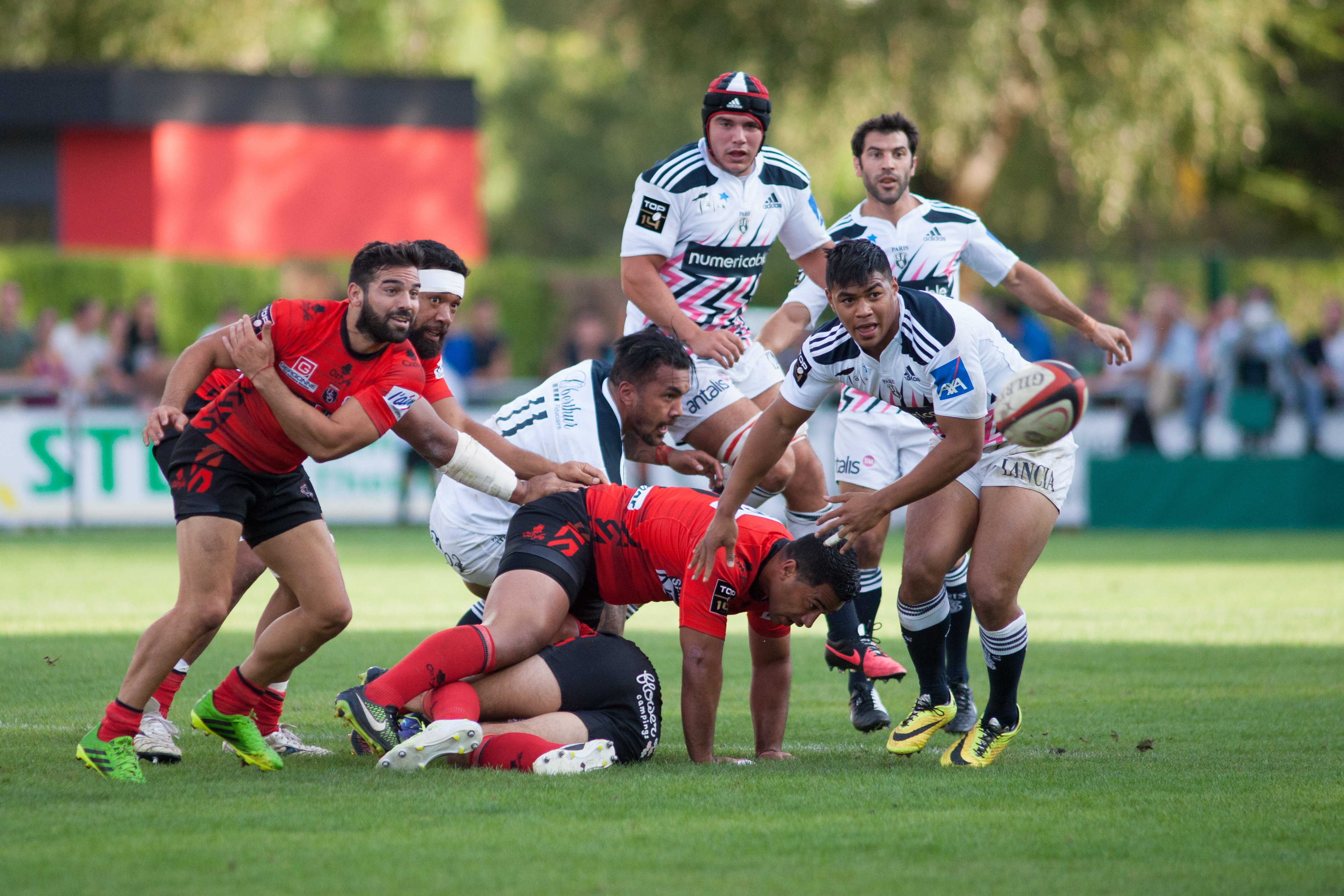
Agustín Figuerola sous le maillot de l'US Oyonnax face au Stade français (3e journée du Top 14 2014-2015).

Il honore sa première cape internationale en équipe d'Argentine le 15 novembre 2008 contre l'équipe d'Italie.
Il arrive en 2010 au CA Brive. Il joue deux saisons sous le maillot corrézien, mais à la suite de la relégation du club en Pro D2, à l'issue de la saison 2011-2012, il n'est pas conservé dans l'effectif.
Lors de la saison 2012-2013, il n'a pas de club.
En 2013, il rejoint l'US Oyonnax, fraichement promu en Top 14. Il gagne la place de titulaire au poste de demi de mêlée (27 matchs dont 22 en tant que titulaire) et inscrit 2 essais.

## Statistiques en équipe nationale
- 7 sélections en équipe d'Argentine
- Sélections par année : 2 en 2008, 3 en 2009, 2 en 2010